# 斯托埃內什蒂鄉 (沃爾恰縣)
45°09′04″N 24°09′46″E / 45.1512°N 24.1628°E
斯托埃內什蒂鄉（羅馬尼亞語：Comuna Stoenești, Vâlcea），是羅馬尼亞的鄉份，位於該國西南部，由沃爾恰縣負責管轄，處於布加勒斯特西北面170公里，每年平均降雨量1,241毫米，海拔高度456米，2002年人口3,828。